# Station Kędzierzyn Koźle Przystanek
Station Kędzierzyn Koźle Przystanek is een spoorwegstation in de Poolse plaats Kędzierzyn-Koźle.